# GSK (Pharmaunternehmen)

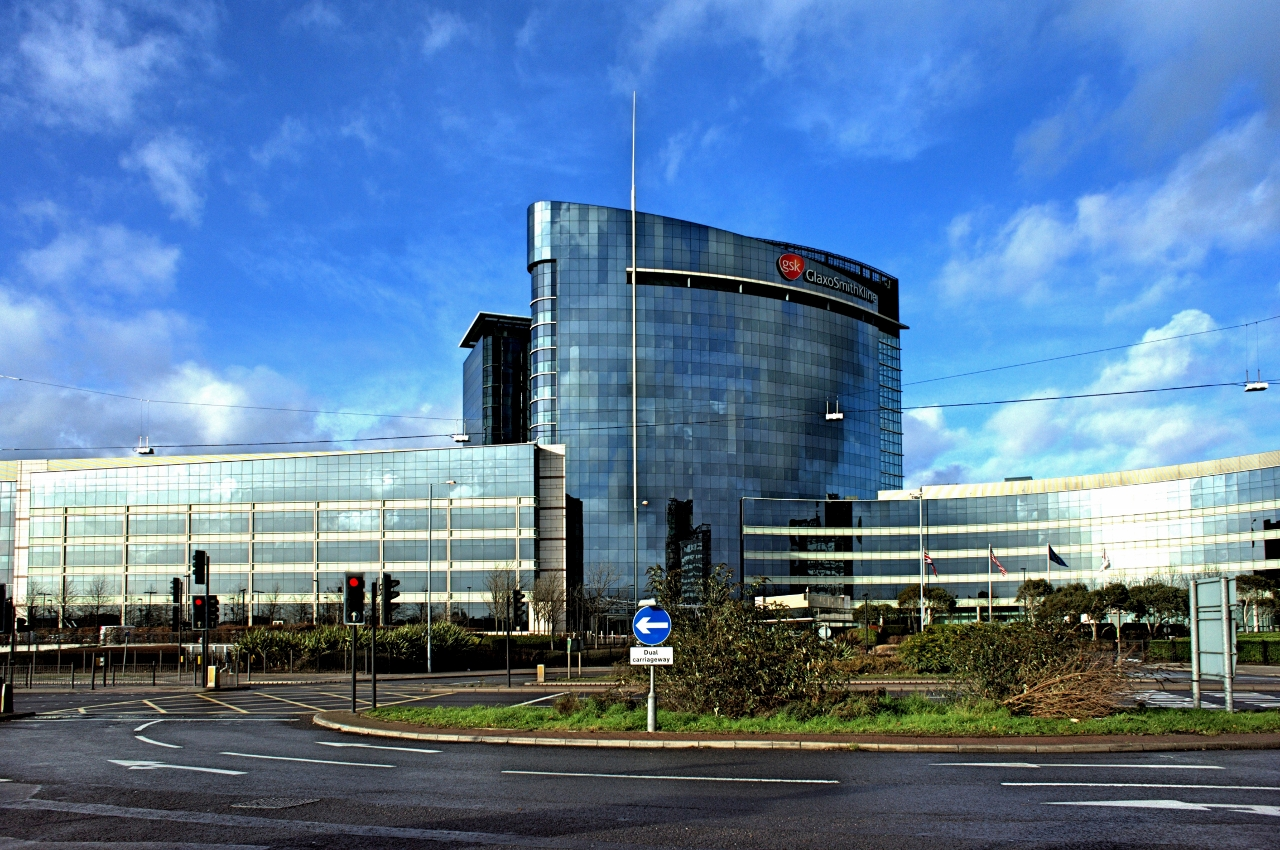
Konzernzentrale in London

Die GSK plc (ehemals GlaxoSmithKline) ist ein britisches Pharmaunternehmen mit Hauptsitz in London. Das Unternehmen hat Produktionsstätten in Europa sowie in Nordamerika und Asien. Es stellt Arzneimittel, Impfstoffe, Gesundheitsprodukte und Hygieneartikel her. 2014 übernahm Novartis für insgesamt 16 Milliarden US-Dollar die Krebsmedikamente von GSK; GSK zahlte 7,1 Mrd. Dollar plus Umsatzbeteiligung für die Novartis-Impfstoffe. Sein OTC-Arzneimittel-Geschäft brachte Novartis in ein Joint Venture mit GSK ein. Im März 2018 verkündete man, GSK werde die Novartis-Anteile daran für 13 Mrd. Dollar übernehmen.

## Unternehmensprofil

### Überblick
Die GSK plc beschäftigte 2023 ca. 70.200 Mitarbeiter und gab ihren Umsatz für 2023 mit 30,3 Mrd. Britische Pfund an. Die Gewinne vor Steuern (adjusted operating profit) lagen 2021 bei 8,8 Mrd. Pfund. Die Ausgaben für R&D lagen bei 6,2 Mrd. Pfund.
Der Konzern investiert in eigene Forschung, um neue Medikamentenwirkstoffe zu entwickeln. Nach eigenen Angaben arbeitet jeder sechste Mitarbeiter im Bereich Forschung, und es werden täglich 13 Millionen Euro dafür investiert. Die Forschungsanstrengungen richten sich auch auf Krankheiten, die vorwiegend in unterentwickelten Ländern verbreitet sind. GSK nimmt daher für sich in Anspruch, neben dem vorrangigen Unternehmenszweck der Gewinnerzielung auch humanitäre Ziele zu verfolgen. Das Unternehmen beschreibt sein Ziel mit dem Motto: to help people do more, feel better, live longer.
GSK ist unter anderem an der NYSE und der LSE gelistet. CEO ist Emma Walmsley. Aufsichtsratsvorsitzender ist seit Mai 2015 Sir Philip Hampton.

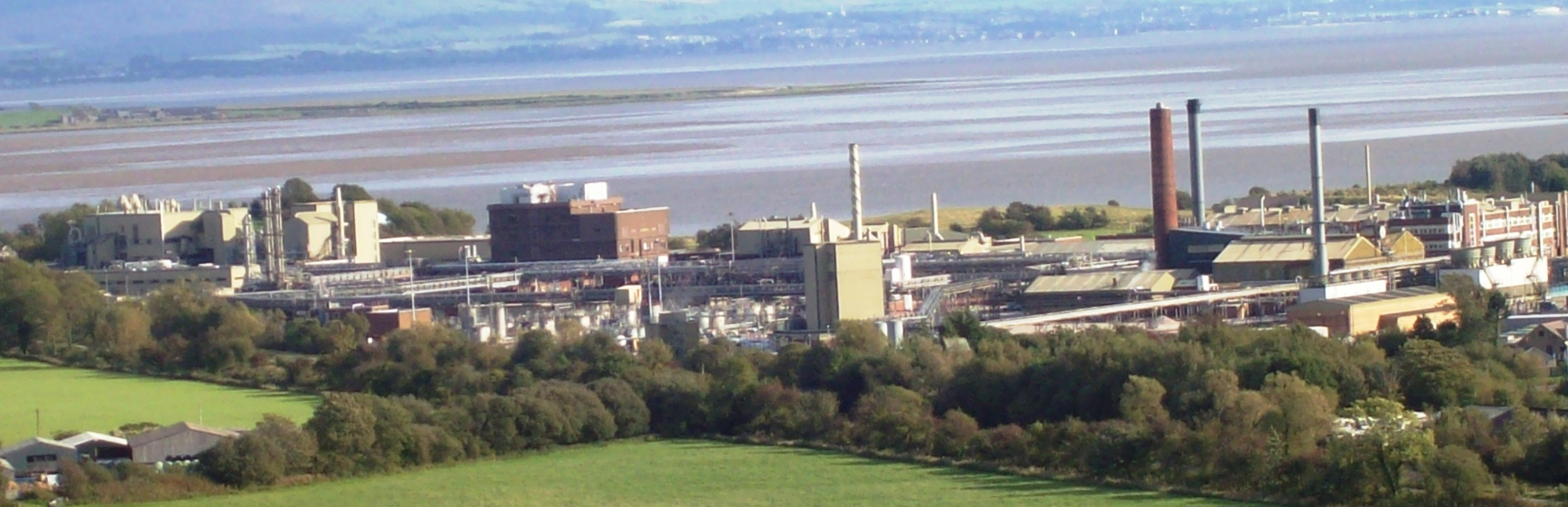
GSK-Fabrik in Ulverston, Vereinigtes Königreich, 2008

In Deutschland hat das Unternehmen Standorte in Berlin, Dresden (GSK Biologicals Dresden), Marburg (Behringwerke), Hamburg, Heidelberg (Boxberg) und München.

### Unternehmensbereiche
GSK hat drei Bereiche:
- GSK Pharma stellt Medikamente zur Therapie von Krankheiten her.
- GSK Vaccines/Biologicals (GSK Bio) stellt Impfstoffe zur Prophylaxe vor Krankheiten her.
- GSK Consumer Healthcare stellt Gesundheitsprodukte und Hygieneartikel her.

Im Juni 2021 gab GSK bekannt, dass es im Jahr 2022 eine separate Consumer Healthcare Firma ausgründen wolle.[veraltet] Hier spricht man von einem Demerger. Das neue Unternehmen wird Haleon heißen. Der Hauptsitz von Haleon wird sich in Weybridge, Großbritannien, befinden. Im Juli 2022 gab GSK den Abschluss der Abspaltung seines Consumer-Healthcare-Geschäfts in das Unternehmen Haleon bekannt. Beim Marktdebüt von Haleon an der Londoner Börse wurde das Unternehmen mit rund 30,5 Mrd. £ (36,5 Mrd. $) bewertet; die Aktien sollen am 22. Juli an der New Yorker Börse gehandelt werden. Das Consumer-Healthcare-Geschäft war ein Joint Venture zwischen GSK und Pfizer, an dem die beiden Unternehmen mit 68 % bzw. 32 % beteiligt waren.

## Geschichte
Im Dezember 2000 entstand GlaxoSmithKline plc. aus der Fusion von Glaxo Wellcome und SmithKline Beecham und war damit in seiner Geburtsstunde der größte Pharmakonzern der Welt. Wie auch andere forschende Pharmaunternehmen arbeitete GlaxoSmithKline daran, Ergebnisse aus Forschung und Entwicklung mit Patenten und Marken mit Markenrechten zu schützen. So zog GlaxoSmithKline vor Gericht, um 2002 ein Patent auf Amoxicillin und 2003 auf Paroxetin zu schützen; beide Verfahren gingen verloren.
Auf der Aktionärsversammlung am 19. Mai 2003 verweigerten die Aktionäre die Auszahlung von 22 Millionen Pfund als Bonuszahlung an Jean-Pierre Garnier. Das war das erste Mal, dass sich Aktionäre so gegen einen großen britischen Konzern wehrten. Es gilt als Wendepunkt beim Kampf der Aktionäre gegen überhöhte Boni für Vorstände.
Im Juni 2004 stand GlaxoSmithKline vor Gericht und musste sich gegen den Vorwurf verteidigen, klinische Studien zu verhindern. Diese Studien sollten zeigen, ob der gegen Depressionen eingesetzte Wirkstoff Paroxetin tatsächlich effektiver ist als Placebos, oder ob er im Gegenteil das Suizidrisiko junger Menschen erhöht, die an Depressionen leiden.
Die BBC sendete in diesem Zusammenhang 2004 einen Bericht, dem zufolge GlaxoSmithKline plc. in New Yorker Kinderheimen an HIV-positiv getesteten Kindern unerprobte Medikamente anwendete.
Im Juli 2012 wurde GlaxoSmithKline  zu einer Strafe von drei Milliarden Dollar aufgrund straf- und zivilrechtlicher Anklagen wegen illegaler Arzneimittelbewerbung und Zurückhalten von Informationen zur Sicherheit von Medikamenten verurteilt. Nach Aussage des US-Justizministeriums war dies bis dato der größte Betrugsfall im Gesundheitsbereich und auch die höchste jemals gezahlte Ausgleichssumme eines Arzneimittelherstellers in den USA.
In dem Bemühen, die Transparenz von klinischen Studien zu erhöhen, hat GlaxoSmithKline als erstes Pharmaunternehmen 2004 damit begonnen, die Ergebnisse von klinischen Studien mit detaillierten Daten im Internet zu veröffentlichen. Im sogenannten GlaxoSmithKline Study Register werden sukzessive Daten von allen Studien zu GlaxoSmithKline-Produkten veröffentlicht, die der Konzern selbst durchgeführt oder finanziell unterstützt hat. Dies ist unabhängig davon, ob die Studienergebnisse „opportun“ waren. Inzwischen ist die öffentliche Registrierung von klinischen Studien in die Deklaration von Helsinki aufgenommen und ist für Ärzte in Deutschland berufsrechtlich verbindlich vorgeschrieben.
2009 gründete GlaxoSmithKline mit Pfizer ein Joint-Venture für HIV-Medizin. Sie bündelten Forschung, Entwicklung und Vermarktung von Medikamenten gegen HIV und teilten sich die hohen Kosten.
Im Frühjahr 2009 übernahm GlaxoSmithKline den US-Hautpflegehersteller Stiefel Laboratories für bis zu 3,6 Mrd. Dollar. GlaxoSmithKline zahlte 2,9 Mrd. Dollar an Stiefel Laboratories und übernahm zusätzlich die noch ausstehenden Schulden des Unternehmens.
Im Februar 2010 versuchte der GlaxoSmithKline-Forschungsleiter Slaoui die Veröffentlichung eines kritischen Artikels über Rosiglitazon im European Heart Journal zu verhindern. Im Juli wurde GlaxoSmithKline in einem Brief des US-amerikanischen Senate Finance Committee beschuldigt, Informationen über Probleme mit diesem Medikament nicht zeitgerecht veröffentlicht zu haben. Im Sommer 2012 wurde der Sitz in London zu einem akkreditierten Laboratorium für Dopingtests während der Olympischen Sommerspiele umfunktioniert.
GlaxoSmithKline übernahm im Juli 2012 das US-amerikanische Unternehmen Human Genome Sciences.

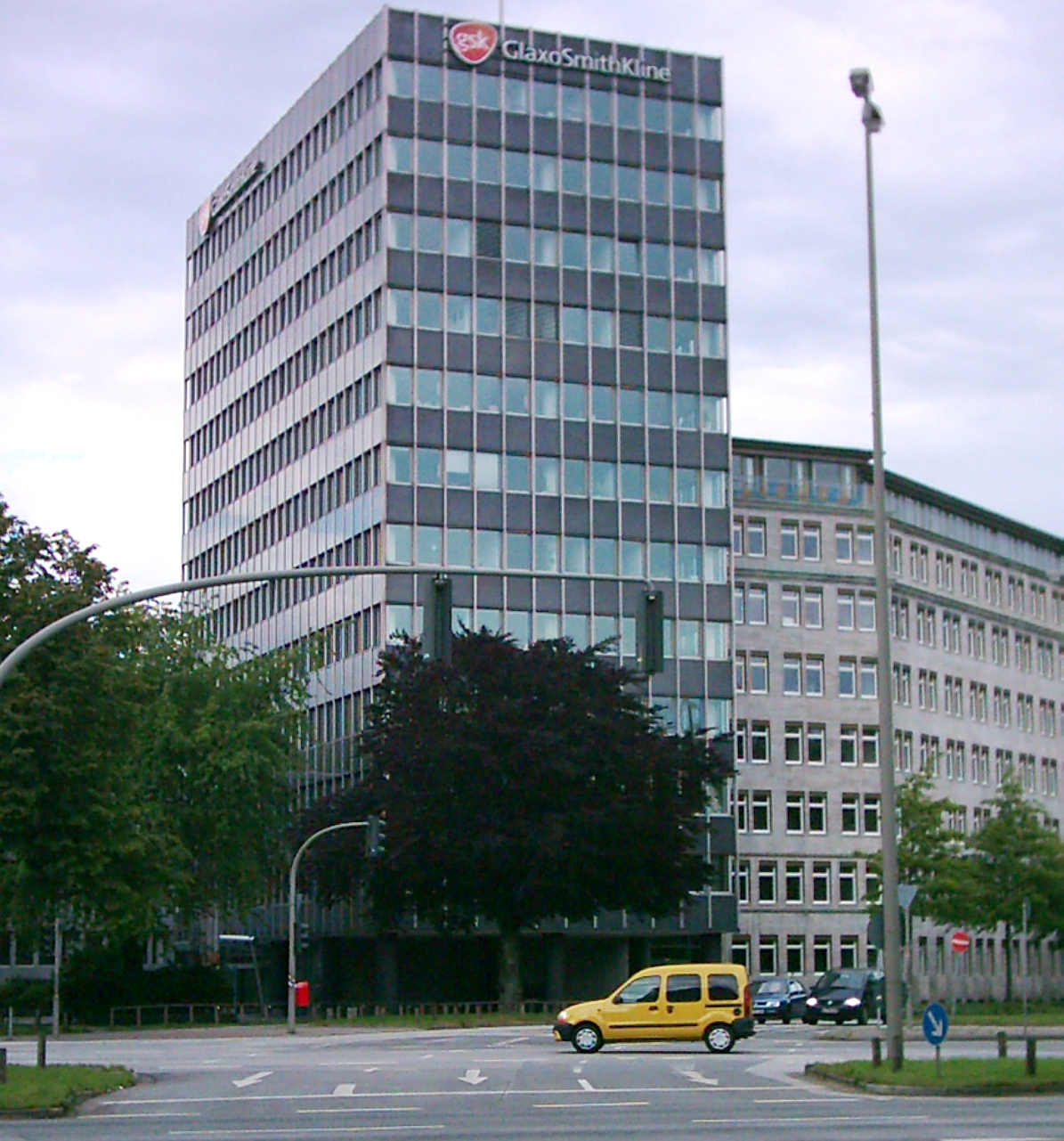
GSK, ehemalige Administration in Hamburg, 2013 abgerissen

Im Juli 2013 erhoben chinesische Ermittlungsbehörden einen schwerwiegenden Bestechungsvorwurf gegen GlaxoSmithKline: Der Pharmakonzern soll, den Behörden nach, Millionen an chinesische Ärzte gezahlt haben. Im Mai 2014 formulierten die chinesische Behörden erstmals diese Vorwürfe auch gegen einen britischen Verantwortlichen von GSK.
Im April 2022 bereitet GlaxoSmithKline die Erwerbung von Sierra Oncology, Kalifornien, das Medikamente gegen seltene Krebsarten entwickelt, für 1,9 Mrd. $ für 2022/Q3 vor.
Zum 16. Mai 2022 erfolgte eine Umbenennung von GlaxoSmithKline plc zu GSK plc.
Im Mai 2022 kündigte GSK an, den US-amerikanischen Impfstoffentwickler Affinivax für über 3 Milliarden US-Dollar zu erwerben. Affinivax hat noch keine zugelassenen Produkte im Markt. Daher wird von clinical stage gesprochen. Der am weitesten fortgeschrittene Impfstoffkandidat von Affinivax (AFX3772) enthält 24 Pneumokokken-Polysaccharide sowie zwei konservierte Pneumokokken-Proteine (im Vergleich zu bis zu 20 Serotypen in derzeit zugelassenen Impfstoffen).

## Produkte (Auswahl)
(Quelle: )

### Medikamente
Handelsnamen der Medikamente (Wirkstoff in Klammern) mit Anwendungsgebiet:
- Anoro (Umeclidinium/Vilanterol) – Bronchodilatatoren
- Augmentan (Amoxicillin plus Clavulansäure), Amoxil (Amoxicillin) – Antibiotikum
- Avamys (Fluticasonfuroat) – Zur Behandlung des ganzjährigen und saisonalen allergischen Schnupfens
- Arixtra (Fondaparinux) – Antithrombotikum
- Bipolam, Elmendos, Lamapol, Lamictal (Lamotrigin) – Antiepileptika und Antidepressiva
- Benlysta (Belimumab) – Behandlung von systemischem Lupus erythematodes
- Elontril, Wellbutrin (Bupropion) – Antidepressivum
- Jemperli (Dostarlimab) - bei Endometriumkarzinom
- Nucala (Mepolizumab) – bei schwerem Asthma, EGPA, HES und CRSwNP
- Omjjara (Momelotinib) – zur Behandlung der Myelofibrose
- Paxil (USA), Seroxat (EU), Aropax (AUS) (Paroxetin) – Antidepressivum
- Relenza (Zanamivir) – Neuraminidase-Hemmer gegen Grippe
- Retrovir, Retrovis (Zidovudin) – Aids-Medikament
- Viani (Fluticason plus Salmeterol) – Therapie von Asthma/COPD
- Zejula (Niraparib) – bei Ovarialkarzinom
- Zovirax (Aciclovir) – gegen Herpesinfektionen

### Impfstoffe
Der Bereich von GSK, der sich mit der Impfstoffproduktion beschäftigt, heißt GSK Vaccines/Biologicals (GSK Bio) mit Hauptsitz in Rixensart in Belgien. Dort ist auch seit langem die Entwicklungsabteilung angesiedelt, weshalb die Impfstoffe bei GSK traditionell auf „-rix“ für Rixensart enden.

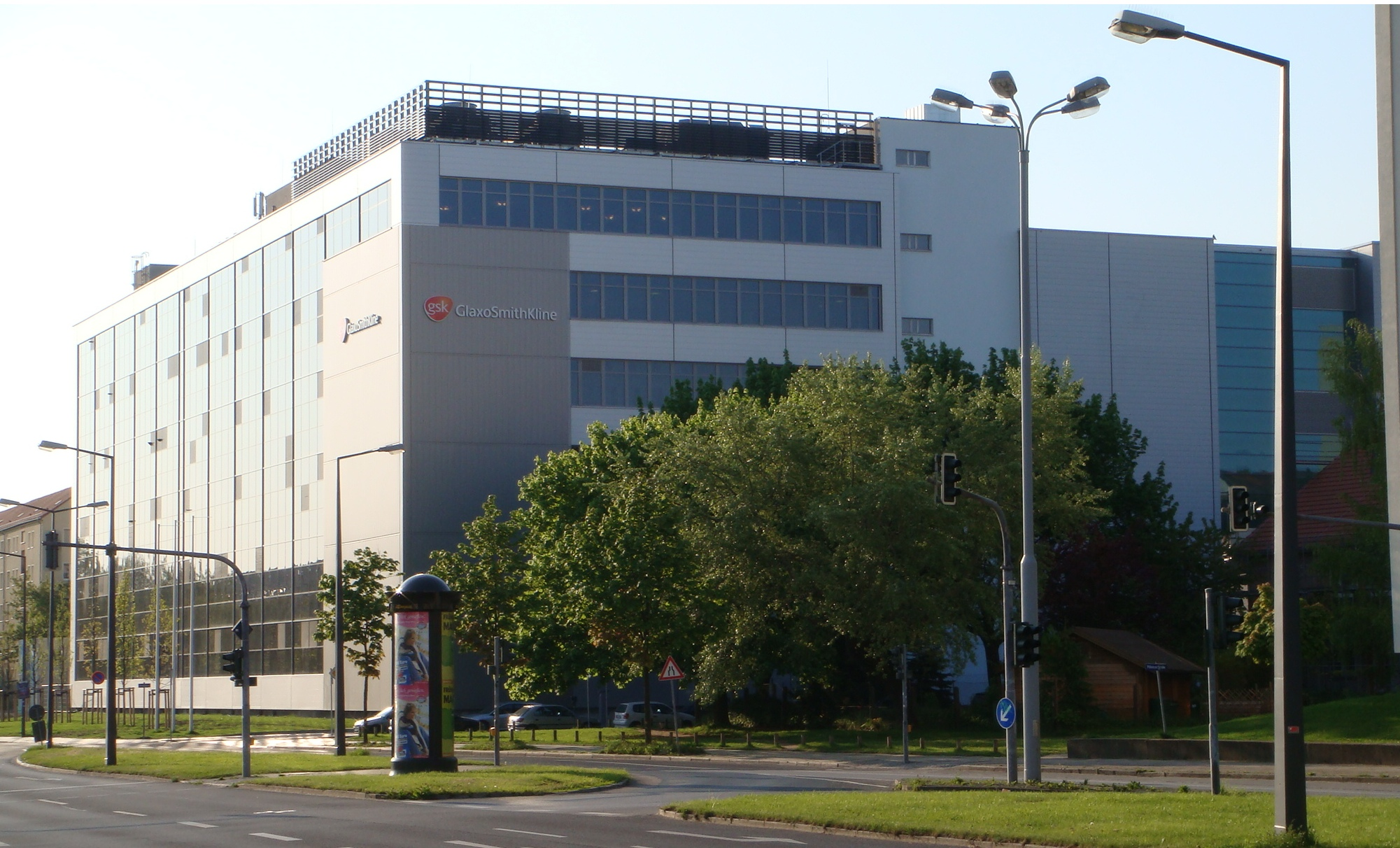
GSK Bio in Dresden

In Dresden betreibt das Unternehmen das ehemalige sächsische Serumwerk. Dort produzierte GSK Bio im Jahre 2007 70 Millionen Dosen Grippeimpfstoff und erreichte damit einen Weltmarktanteil von 14 Prozent. Außerdem befinden sich in Marburg die Behringwerke, wo GSK ebenfalls Impfstoffe produziert.
Insgesamt wurden 2006 30 zugelassene Impfstoffe hergestellt, und weitere 20 befanden sich in der Entwicklung.
Handelsnamen (Auswahl):
- Arexvy gegen RSV
- Boostrix gegen Tetanus, Diphtherie und Pertussis
- Boostrix Polio gegen Tetanus, Diphtherie, Pertussis und Poliomyelitis
- Cervarix gegen humanen Papillomaviren, welche Gebärmutterhalskrebs auslösen können
- Havrix gegen Hepatitis A
- Priorix gegen Masern, Mumps und Röteln
- Rotarix gegen Humane Rotaviren
- Shingrix gegen Herpes Zoster (Gürtelrose)
- Twinrix gegen Hepatitis A und B

### Gesundheitsprodukte und Hygieneartikel (2022 als Haleon abgespalten)
- Besser Atmen – Nasenpflaster gegen Schnarchen
- Cetebe – Produktlinie von Nahrungsergänzungsmitteln und Arzneimitteln zur Vorbeugung vor und Behandlung von Erkältungskrankheiten
- Corega – Gebissreiniger und Haftcreme
- Dr. Best – Zahnbürsten
- Lactacyd Femina – Intimpflegeprodukte
- Naaprep – Nasentropfen und Nasenspray
- Nicotinell (Nikotin) zur Raucherentwöhnung
- NiQuitin (Nikotin) – Präparate zur Raucherentwöhnung
- Otrivin/Otriven (Xylometazolin) zur symptomatischen Behandlung von Schnupfen sowie nicht infektiöser Bindehautentzündung
- Panadol (Paracetamol) – Schmerzmittel
- Odol – Mundpflegeserie
- Parodontax – Zahnpasta
- Sensodyne – Zahnpasta, Zahnbürsten, Mundspülung, Zahnseide
- Settima – Zahnpasta
- Voltaren (Diclofenac), Schmerzmittel und Entzündungshemmer